# A29 (Italië)
De A29 of Autostrada Palermo-Mazara del Vallo is een 114,8 kilometer lange Italiaanse snelweg op het eiland Sicilië. De weg verbindt Palermo met Mazara del Vallo. Dit is de belangrijkste Noord- zuidverbinding op het westen van het eiland.
Vanaf Alcamo is er een aftakking onder de naam A29dir naar Luchthaven Trapani-Birgi.
Langs het hele traject van deze weg ligt geen tankstation, maar de alternatieven zijn met bordjes aangegeven, en direct in de nabijheid van de afslagen te vinden.

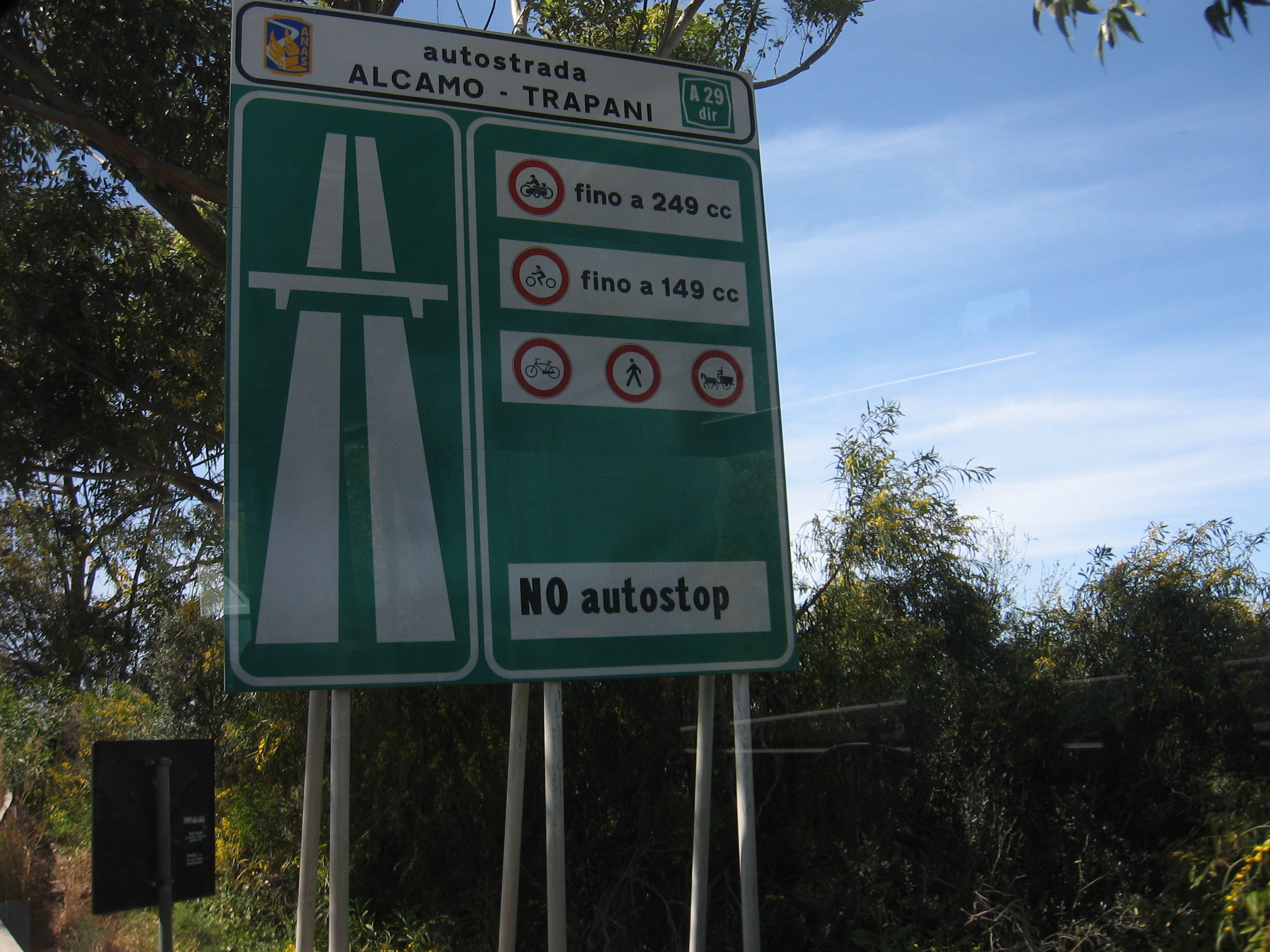
A29dir toegangsbord

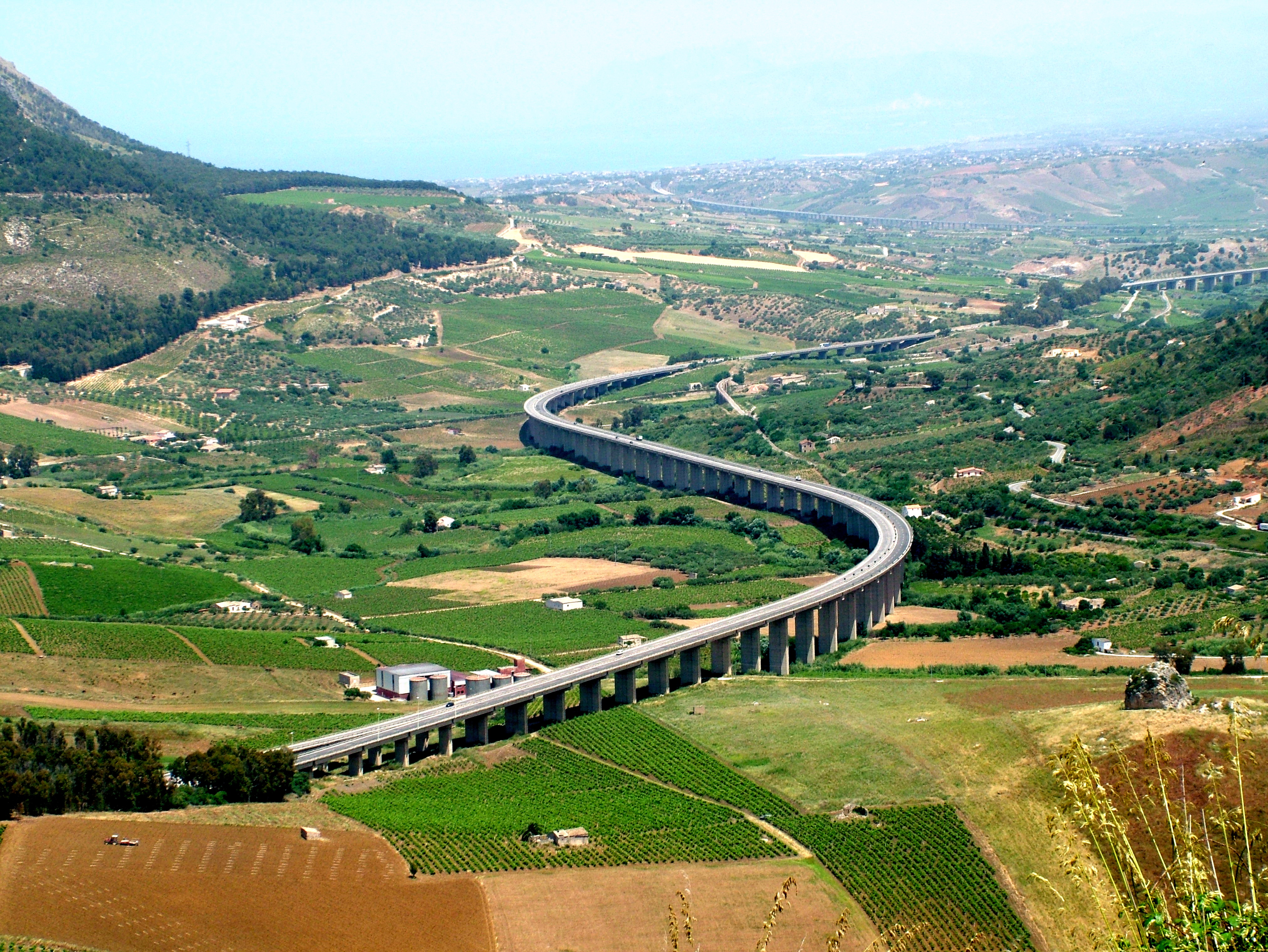